# اللغة الأوجيبوية
اللغة الأوجيبوية وتسمى أيضًا أوجييا أو أودجيبو (الأوجيبوية: ᐊᓂᔑᓈᐯᒧᐎᓐ) هي من اللغات الأصلية للأمريكتين ترتبط ارتباطًا وثيقًا بشعب ألجونكوين. يتحدث بها شعب أوجيبوي في جميع أنحاء منطقة البحيرات العظمى، وكذلك في أقصى الغرب في السهول الشمالية. إنها واحدة من أهم اللغات الأمريكية الهندية في أمريكا الشمالية من حيث عدد المتحدثين وهي تقدم تنوعًا لهجيًا مهمًا.